# Danny McDonald
Daniel „Danny” McDonald (ur. 9 października 1908 w Toronto, zm. 10 października 1979 tamże) – kanadyjski zapaśnik walczący w stylu wolnym. Dwukrotny olimpijczyk. Srebrny medalista z Los Angeles 1932 i szósty w Amsterdamie 1928. Walczył w wadze piórkowej i półśredniej.

## Letnie Igrzyska Olimpijskie 1928
| Konkurencja      | Rundy eliminacyjne   | Rundy eliminacyjne  | Klas. końcowa |
| Konkurencja      | 1/4                  | 1/2                 | Miejsce       |
| ---------------- | -------------------- | ------------------- | ------------- |
| 61 kg styl wolny | Harold Angus (GBR) P | Hans Minder (SUI) P | 6.            |

## Letnie Igrzyska Olimpijskie 1932
| Konkurencja      | Rundy eliminacyjne  | Rundy eliminacyjne    | Rundy eliminacyjne      | Rundy eliminacyjne   | Rundy eliminacyjne | Klas. końcowa |
| Konkurencja      | Przeciwnik I        | Przeciwnik II         | Przeciwnik III          | Przeciwnik IV        | Przeciwnik V       | Miejsce       |
| ---------------- | ------------------- | --------------------- | ----------------------- | -------------------- | ------------------ | ------------- |
| 72 kg styl wolny | Yoshio Kōno (JPN) Z | Gyula Zombori (HUN) Z | Jack van Bebber (USA) P | Jean Földeák (GER) Z | Eino Leino (FIN) Z | 2.            |